# سنگ‌چشم سرگاوی
سنگ‌چشم سرگاوی (نام علمی: Lanius bucephalus) نام یک گونه از تیرۀ سنگ‌چشمان است.